# Passeport nigérien
Le passeport nigérien est un document de voyage international délivré aux ressortissants nigériens, et qui peut aussi servir de preuve de la citoyenneté nigérienne.

## Liste des pays sans visa ou visa à l'arrivée
Les Nigériens peuvent voyager vers 66 pays dans le monde sans visa. Il y a entre autres le Mali, Bénin, Côte d'ivoire, Burkina, Sénégal, Tunisie, Nigeria, Togo, Tchad, Maroc, Guinée-Bissau, Guinée, Gambie.